# Michitoshiïta-(Cu)
La michitoshiïta-(Cu) és un mineral de la classe dels elements natius. Rep el nom en honor a Michitoshi Miyahisa (1928–1983), antic professor de la Universitat d'Ehime.

## Característiques
La michitoshiïta-(Cu) és un mineral de fórmula química Rh(Cu1-xGex). Va ser aprovada com a espècie vàlida per l'Associació Mineralògica Internacional l'any 2019, i va ser publicada a la revista internacional Bulletin of the National Museum of Nature and Science. Series C (Geology & Paleontology) per Takahiro Tanaka et al. en el mes de desembre de 2024 amb el títol «Michitoshiite-(Cu), a new Ge-containing platinum-group mineral from Kumamoto Prefecture, Japan». Cristal·litza en el sistema isomètric.
Les mostres que van servir per a determinar l'espècie, el que es coneix com a material tipus, es troben conservades a les col·leccions mineralògiques del Museu Nacional de la Natura i la Ciència de Tòquio (Japó), amb els números d'espècimen: nsm-46298 i nsm-16299.

## Formació i jaciments
Va ser descoberta a Haraigawa, a la localitat de Misato del districte de Shimomashiki (Prefectura de Kumamoto, Japó), sent aquest indret l'únic a tot el planeta on ha estat descrita aquesta espècie mineral.